# Pietro De Francisci
Pietro De Francisci (Roma, 18 dicembre 1883 – Formia, 31 gennaio 1971) è stato un giurista e politico italiano.
Fu Ministro di Grazia e Giustizia del governo Mussolini.

## Biografia
Figlio di un ispettore ministeriale, nel 1887 si trasferì a Milano con la famiglia e nei primi anni del Novecento operò come segretario di un comitato antidivorzista; tale ruolo gli permise di legarsi a vasti ambienti del mondo cattolico: decisiva fu per lui la conoscenza degli studiosi di diritto romano Contardo Ferrini e Pietro Bonfante, con i quali si laureò in giurisprudenza nel 1905. Fin dai suoi primi lavori, apparsi l'anno seguente, manifestò la sua adesione al metodo storico-naturalistico dei suoi maestri. De Francisci partecipò alla formazione della Scuola papirologica di Milano (1913-1914) e ne diresse la parte giuridica. Presiedette con Calderini e Castelli alla pubblicazione degli Studi del suddetto istituto e curò poi la parte giuridica della rivista Aegyptus, diretta da Calderini.
Divenuto Libero docente di storia del diritto romano nel 1912, divenne professore ordinario il 1º luglio 1924 e nel dicembre dello stesso anno venne trasferito nell'ateneo romano. Negli anni immediatamente successivi alla prima guerra mondiale (a cui partecipò dal 1916, prima come ufficiale di fanteria e poi come impiegato del servizio informazioni) l'attenzione alla storicità del diritto lo indusse a cogliere con maggior sicurezza nell'evoluzione del diritto romano il peso dei diritti nazionali e nel contempo a intervenire nel dibattito metodologico per sottolineare i limiti della dogmatica. Ne è testimonianza il fatto che nel novembre del 1918 disposizione del Consiglio supremo interalleato di Versailles, per compiere studi preparatori alla discussione della conferenza di pace.
Nel 1924 pubblica la sua opera inerente al diritto privato di maggior successo, Il trasferimento della proprietà. Storia e critica di una dottrina; l'anno seguente divenne preside della Facoltà di Giurisprudenza. Col saggio La missione del giurista del 1927 criticò l'impostazione giuridica tedesca che pretendeva di identificare il diritto con la volontà dello stato mentre esaltò lo Stato Fascista in quanto garante dell'unità morale, politica ed economica della nazione. Iscrittosi al Partito Nazionale Fascista nel 1923, fu tra il gennaio e il marzo dell'anno successivo commissario della federazione fascista del Carnaro, per poi reggere per breve tempo quella di Padova.
Eletto deputato a seguito delle elezioni monoliste del 1929, fu Ministro di Grazia e Giustizia del governo Mussolini, succedendo ad Alfredo Rocco, dal 20 luglio 1932 al 24 gennaio 1935, giorno in cui venne sostituito da Arrigo Solmi. Ritornato successivamente all'insegnamento, col saggio Idee per un rinnovamento della scienza del diritto (1939) affermò che il diritto è espressione del "voler essere" del gruppo e si concreta nella fissazione di un ordine che si tende ad attuare mediante il potere, per cui c'è una tensione tra le volontà del gruppo e quella del singolo. Nel 1936 era divenuto socio dell'Accademia dei Lincei mentre nel 1938 fu aggregato all'Accademia d'Italia.
Vincitore del Premio Mussolini nel 1931 per le scienze morali e storiche, nel 1937 subentrò a Giovanni Gentile nella presidenza dell'Istituto Fascista di Cultura.
Nel 1939 occupò uno scranno alla Camera dei Fasci e delle Corporazioni. Il Duce voleva eleggerlo Presidente della stessa ma Galeazzo Ciano si oppose, in quanto desiderava che il sostituto di suo padre Costanzo fosse una figura di "primissimo livello": alla fine si optò per Dino Grandi mentre De Francisci dovette accontentarsi della vicepresidenza.
Nell'aprile del 1940 Mussolini, ormai prossimo a scendere in campo al fianco del Terzo Reich, lo esonerò da tutti gli incarichi che deteneva in quanto a questo punto preferiva che al timone delle amministrazioni ci fossero uomini più "bellicosi": De Francisci gli chiese di mantenere almeno la vicepresidenza della Camera e il dittatore lo accontentò. L'adesione al regime e i ruoli di primo piano che occupò durante il Ventennio lo resero inviso alla nuova classe politica che si affermò dopo la caduta del fascismo e nel 1944 venne esonerato dall'insegnamento.
Continuò tuttavia a dedicarsi allo studio e alla scrittura di saggi giuridici; il 17 gennaio 1949 venne reintegrato nella sua professione di docente dal Consiglio di Stato e fino al 1954 fu docente alla Sapienza. Scrisse saltuariamente per Il Tempo, diresse numerosi enti culturali e mantenne copiosa la sua produzione letteraria anche negli anni Cinquanta e Sessanta.
È sepolto presso la cappella Picozzi - De Francisci nel cimitero comunale di Palosco.